# (3119) Dobronravin
(3119) Dobronravin (1972 YX; 1982 UB) ist ein ungefähr 16 Kilometer großer Asteroid des äußeren Hauptgürtels, der am 30. Dezember 1972 von der russischen (damals: Sowjetunion) Astronomin Tamara Michailowna Smirnowa am Krim-Observatorium (Zweigstelle Nautschnyj) auf der Halbinsel Krim (IAU-Code 095) entdeckt wurde.

## Benennung
(3119) Dobronravin wurde nach dem Astrophysiker und Spektroskopiker Pjotr Pawlowitsch Dobronrawin (1908–2000) benannt. Er war Mitarbeiter des Leningrad Astronomical Institute, des Leningrad State Optical Institute und des Pulkowo-Observatoriums. Als stellvertretender Direktor des Krim-Observatorium von 1952 bis 1969 leistete er einen wertvollen Beitrag zur Entwicklung des Observatoriums und stattete sie mit leistungsstarken optischen und Radioteleskopen aus.